# Чарногурский, Ян
Ян Чарногурский (словац. Ján Čarnogurský, род. 1 января 1944, Братислава) — словацкий политик, премьер-министр Словацкой республики в составе Чехословакии в 1991—1992 годах.

## Биография
Сын политика Павола Чарногурского, краткое время бывшего руководителем Глинковой гвардии, а после войны редактировавшего газету «Katolícke noviny».
В 1969 году окончил юридический факультет Карлова университета в Праге, в 1971 году получил докторскую степень в братиславском университете Коменского, после чего работал помощником адвоката и адвокатом до 1982 года, когда был уволен за участие в защите диссидентов на политических процессах. Впоследствии сам стал активным участником диссидентского движения, придерживаясь христианско-демократической ориентации. В 1987—1989 годах был главным редактором нелегального журнала Bratislavské listy. В августе 1989 года был арестован и освобождён только в ноябре в ходе Бархатной революции, после чего назначен заместителем премьер-министра Чехословакии.
В феврале 1990 года стал одним из основателей словацкой партии Христианско-демократическое движение и был избран её первым председателем. В июне того же года после того, как на местных парламентских выборах в Словакии ХДД заняло второе место и вошло в коалицию с победившим движением Общественность против насилия, Чарногурский перешёл на пост заместителя премьер-министра Словацкой республики, а когда в 1991 году после раскола в ОПН его лидер Мечьяр вышел из ОПН, создав собственную партию, Чарногурский возглавил правительство республики. Не занимая в вопросе будущего единой Чехословакии столь радикальные позиции, как его предшественник, он, однако, также выступал за радикальное расширение полномочий республики в едином государстве. В 1992 году на очередных выборах победу одержало Движение за демократическую Словакию экс-премьера Мечьяра, который вернул себе пост. Чарногурский ушёл в оппозицию, в 1998—2002 годах после возвращения своей партии к власти занимал пост министра юстиции.
- В 1991 году выпустил книгу мемуаров «Они пострадали за веру» (словац. Trpeli za vieru).
- В 1997 - словац. Videné od Dunaja.
- The Fall of Communism in Czechoslovakia.

После 2014 года активно выступал за легитимацию аннексии Крыма Россией.
По состоянию на 2019 год основная деятельность Чарногурского сосредоточилась на периодических публикациях на конспирологическом сайте hlavnespravy.sk.

## Награды
- Орден Почёта (Россия, 2024)[3]
- Орден Дружбы (Россия, 14 апреля 2010) — за большой вклад в развитие и укрепление российско-словацких отношений[4]
- Медаль Гаспринского (Республика Крым, Россия, 29 октября 2021)[5]
- Орден «За верность долгу» (Республика Крым, Россия, 12 января 2024) — за значительный личный вклад в формирование позитивного имиджа Республики Крым за рубежом и развитие международных связей[6]
- Кавалер Большого креста ордена Заслуг перед Республикой Польша (Польша, 2008 год)[7]